# Dictyosporium manglietiae
Dictyosporium manglietiae är en svampart som beskrevs av Kodsueb & McKenzie 2006. Dictyosporium manglietiae ingår i släktet Dictyosporium, ordningen Pleosporales, klassen Dothideomycetes, divisionen sporsäcksvampar och riket svampar.   Inga underarter finns listade i Catalogue of Life.